# Ла Кроче (Порденоне)
Ла Кроче је насеље у Италији у округу Порденоне, региону Фурланија-Јулијска крајина.
Према процени из 2011. у насељу је живело 158 становника. Насеље се налази на надморској висини од 29 м.